# هولاندشه
هولاندشه (به هلندی: Hollandsche Rading) یک منطقهٔ مسکونی در هلند است که در ده‌بیلت واقع شده‌است. هولاندشه ۱٬۴۲۴ نفر جمعیت دارد.